# Sinumelon simulante
Sinumelon simulante är en snäckart som beskrevs av Tom Iredale 1938. Sinumelon simulante ingår i släktet Sinumelon och familjen Camaenidae. Inga underarter finns listade i Catalogue of Life.